# 内含价值
内含价值（英語：Embedded value）是指公司未来利润现值加上调整净资产价值通过精算学的方法来衡量寿险公司的价值。

## 背景
人寿保险的保单是长期合同，投保人为了希望免受一件未来可能发生的事件（比如投保人的死亡）的影响，向保险公司支付保费。
保险公司的未来收入主要是投保人支付的保费，支出包括被保人的索赔以及各种费用。其差额即是公司的未来利润。
对于公司，净资产价值常用账面价值计算，如果是计算内在价值，需要调整为市场价值。

## 保险公司的价值
内在价值法通过把保险公司业务产生未来利润的现值加上净资产的市场价值（也即过去累积利润）来计算其内在价值。
因为该方法只考虑了保险公司从其已有的保单中的获利，而忽略了可能发行新保单的可能性，所以被认为是一种保守计算方法。该方法还去掉了商誉。所以保险公司的实际价值应该比起内在价值高。

## 公式
内在价值计算方法如下：
EV = PVFP + ANAV
其中
EV   = 内在价值（Embedded Value）
PVFP = 未来利润的现值（present value of future profits）
ANAV = 调整净资产价值（adjusted net asset value）